# NGC 1445
NGC 1445 је елиптична галаксија у сазвежђу Еридан која се налази на NGC листи објеката дубоког неба.
Деклинација објекта је - 9° 51' 21" а ректасцензија 3h 44m 56,2s. Привидна величина (магнитуда) објекта NGC 1445 износи 14,0 а фотографска магнитуда 15,0.